# Brotterode
Brotterode è una frazione del comune tedesco di Brotterode-Trusetal, in Turingia.

## Storia
Brotterode costituì un comune autonomo con status di città fino al 1º dicembre 2011.